# Municipio de Harding (Ohio)
El municipio de Harding (en inglés: Harding Township) es un municipio ubicado en el condado de Lucas, en el estado estadounidense de Ohio. En el año 2010 tenía una población de 734 habitantes y una densidad de 30,23 personas por km².

## Geografía
El municipio de Harding se encuentra ubicado en las coordenadas 41°37′26″N 83°50′32″O / 41.62389, -83.84222. Según la Oficina del Censo de los Estados Unidos, el municipio tiene una superficie total de 24.28 km², toda ella tierra firme.

## Demografía
Según el censo de 2010, había 734 personas residiendo en el municipio de Harding. La densidad de población era de 30,23 hab./km². De los 734 habitantes, el municipio de Harding estaba compuesto por el 92,78 % blancos, el 5,86 % eran afroamericanos, el 0,41 % eran amerindios, el 0,41 % eran de otras razas y el 0,54 % eran de una mezcla de razas. Del total de la población el 2,32 % eran hispanos o latinos de cualquier raza.